# Шмидт, Адриано
Адриано Шмидт ((нем. Adriano Schmidt), также Буй Дык Зуи (вьет. Bùi Đức Duy); 9 мая 1994, Гримма) — немецкий и вьетнамский футболист, защитник клуба «Биньдинь» и сборной Вьетнама.

## Биография

### Клубная карьера
Родился в немецком городе Гримма в семье немки и вьетнамца. Воспитанник клубов «Аугсбург» и «Ингольштадт 04». Позже выступал на любительском уровне в командах 5-6 дивизионов Германии «Айхштетт», «Герольфинг» и «Швабмюнхен».
Летом 2018 года стал игроком вьетнамского клуба «Хайфон». С адаптацией в новом клубе ему помогал другой полувьетнамец Данг Ван Лам, приехавший в клуб из России. Покинул команду в ноябре 2021 года, подписав контракт с другим местным клубом «Биньдинь». Стал финалистом Кубка Вьетнама 2022.

### Карьера в сборной
Впервые был вызван в сборную Вьетнама в марте 2022 года на матчи третьего отборочного раунда чемпионата мира 2022, но на поле не вышел. Дебютировал за сборную 1 июня в товарищеском матче против Афганистана (2:0), в котором отметился голевой передачей на 33-й минуте и был заменён в перерыве.